# Nitrato di bario
Il nitrato di bario è il sale di bario dell'acido nitrico, di formula Ba(NO3)2. A temperatura ambiente si presenta come cristalli color ghiaccio che mandano riflessi verdognoli, poco igroscopici. 
Tra i nitrati inorganici è il meno solubile in acqua. In laboratorio si può ottenere trattando con acido nitrico il carbonato di bario, oppure, se si vuole ottenere un sale purissimo, si può ricorrere alla precipitazione di AgCl, mediante aggiunta di nitrato d'argento ad una soluzione di cloruro di bario. Il nitrato di bario se esposto alla fiamma la colora nel caratteristico verde-giallo. 
Il suo impiego principale è nella pirotecnica, per l'allestimento dei fuochi verdi e in miscele per detonatori. Come tutti i sali di bario solubili in acqua, il nitrato di bario è nocivo.